# Veliko Pupavce
Veliko Pupavce (em cirílico: Велико Пупавце) é uma vila da Sérvia localizada no município de Kuršumlija, pertencente ao distrito de Toplica, na região de Toplica. A sua população era de 45 habitantes segundo o censo de 2011.

## Demografia
| 1948 | 1953 | 1961 | 1971 | 1981 | 1991 | 2002 | 2011 |
| ---- | ---- | ---- | ---- | ---- | ---- | ---- | ---- |
| 501  | 525  | 456  | 296  | 153  | 81   | 79   | 45   |